# Desert de Black Rock
El desert de Black Rock és un desert dels Estats Units situat a la regió de Reno (Nevada).

## Característiques
El nom ve d'un con volcànic de pedra de color negre. Altres formacions vulcàniques es troben pel desert, la majoria d'elles data del Permià. De les roques que formen la base del desert i el seu relleu s'ha extret històricament guix i òpal.
El desert té com a poblacions més properes Gerlach i Empire. Una serralada, la Black Rock Range, que s'eleva fins a 3.900 m, el divideix en dues parts diferenciades. El riu Quinn, intermitent, el travessa per un dels extrems. Altres rierols i torrents poden solcar les seves roques i erosionar el paisatge. En ells habiten espècies d'anostracis. Aus migratòries creuen el desert en els seus viatges anuals (més de 250 tipus diferents). Els mamuts vivien abans en aquesta regió, ja que se n'han trobat ossos que ara s'exhibeixen en el museu paleontològic local.

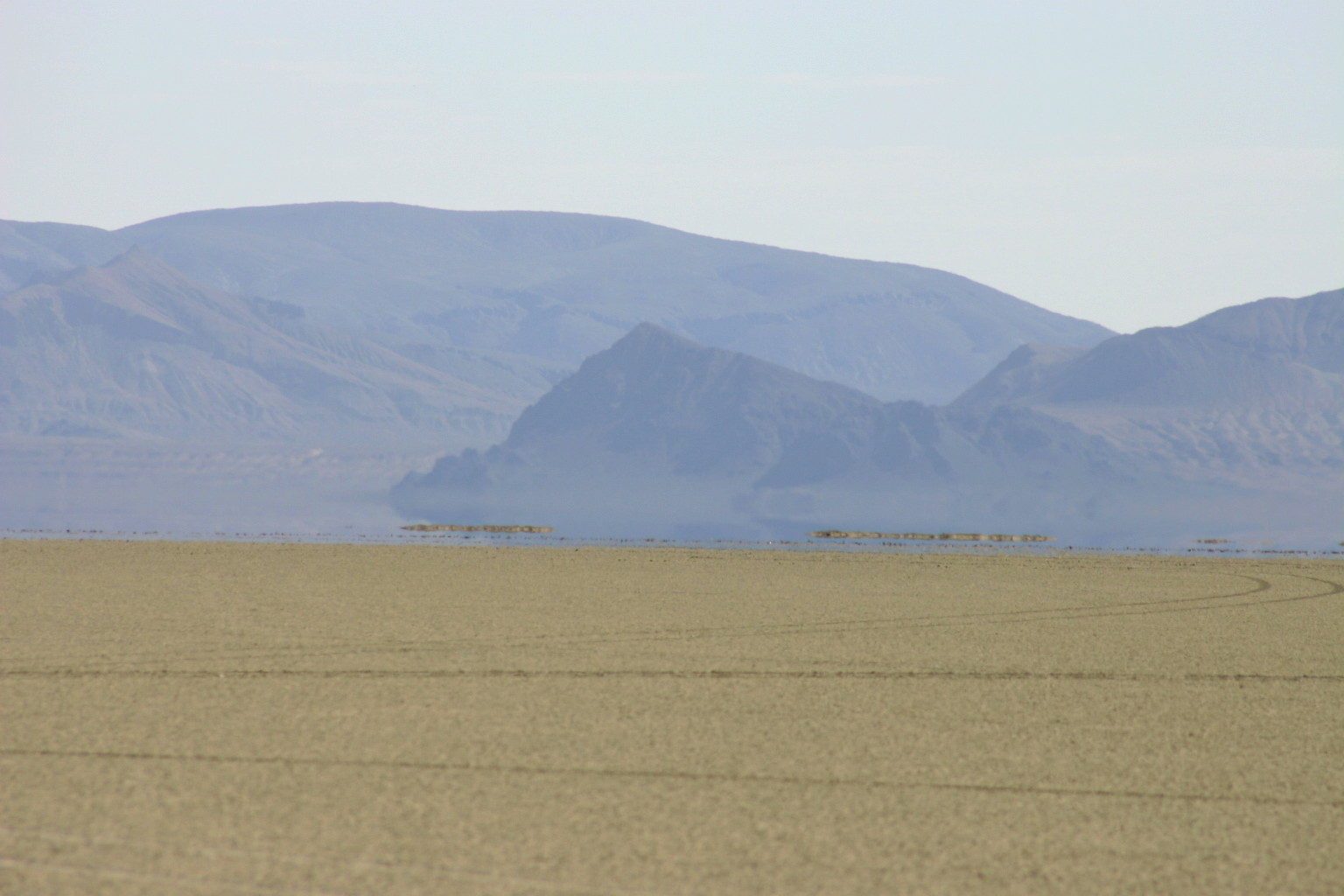
Panorama del desert amb la roca que li dona nom

La carretera que hi dona accés és la Nevada State Route 447.

## Relleu
A continuació es llisten per ordre alfabètic les muntanyes i serres que estan dins del desert o que l'envolten:
- Antelope Range
- Badger Mountains
- Black Rock Range
- Calico Mountains
- Division Range
- Fox Range
- Granite Range
- Hannan Range
- High Rock Canyon Hills
- Hog Ranch Mountains
- Jackson Mountains
- Kamma Mountains
- Little High Rock Mountains
- Massacre Range
- Montana Mountains
- Pine Forest Range
- Poker Brown Mountains
- Selenite Range
- Sentinel Hills
- Seven Troughs Range
- Sheephead Mountains
- Smoke Creek Mountains
- Yellow Hills

El desert té encara diversos punt d'aigua hidrotermal actius, fruit del seu passat volcànic. S'hi aprecia també una depressió, que era l'antiga conca del llac prehistòric Lahontan. L'ombra orogràfica de les muntanyes que es van formar van anar assecant aquest llac i convertint la regió en el desert actual.

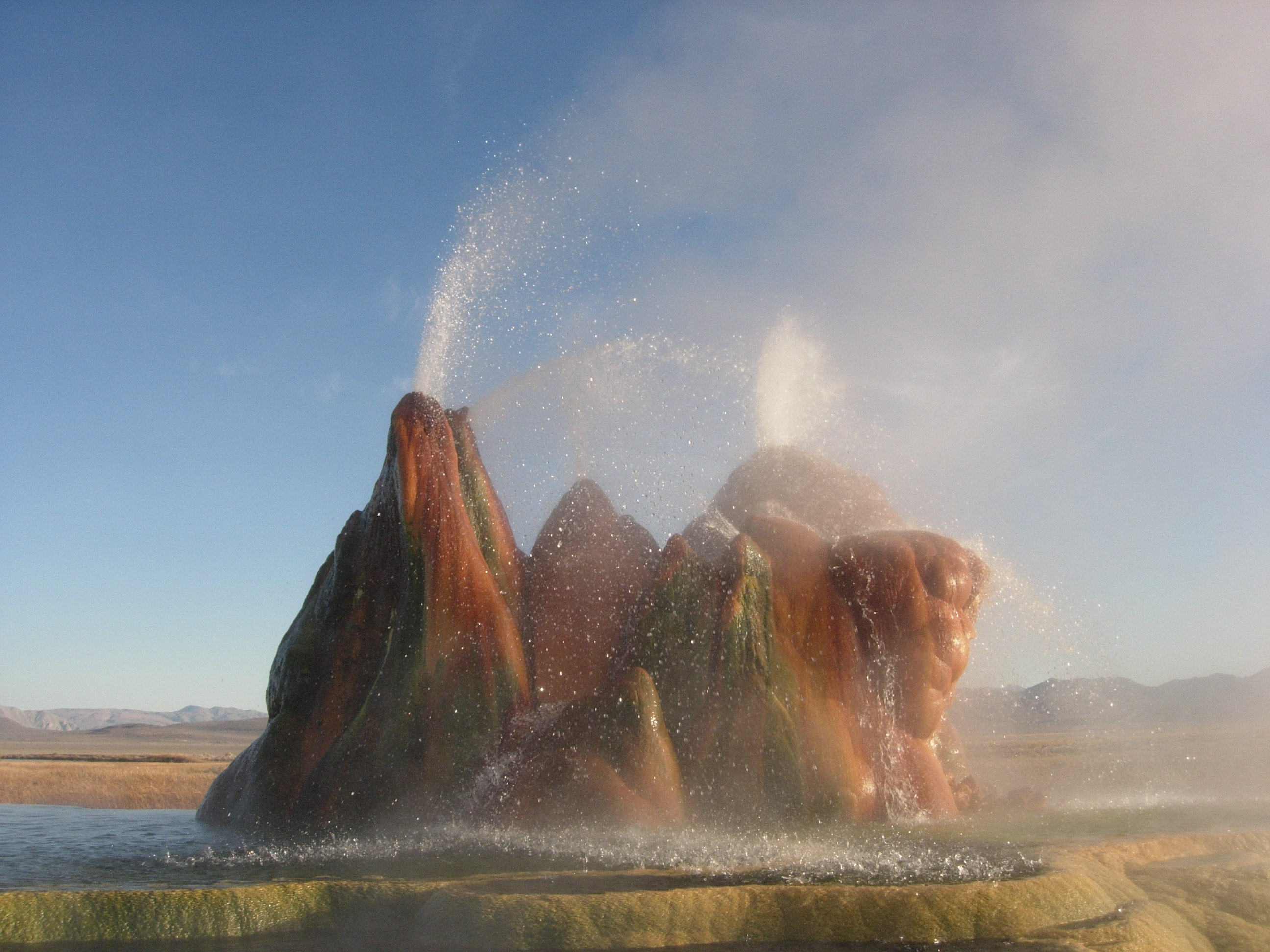
Exemple de gèisers en acció, concretament els coneguts com a Fly Geysers, actius des de 1916 i una atracció turística local.

## Història
S'hi han trobar restes humanes de l'any 11.000 aC aproximadament, pertanyents a les anomenades tribus de la Gran Conca. El primer poble identificat com a autòcton és el dels paiute, que van aparèixer el 1300 aC, mentre que els primers homes blancs de la regió són els exploradors del grup de John C. Frémont, que buscaven or. Al segle xix el desert va ser una de les rutes preferides pels emigrants. Hardin City és una ciutat fantasma que testimonia l'assentament de les famílies de diversos d'aquests migrants.
La superfície del desert és summament llisa, fet que ha propiciat la seva utilització per a proves de vehicles diversos, entre ells uns que van intentar batre el rècord de velocitat en pla en dues ocasions. Igualment s'ha usat com a punt d'enlairament de coets i entrenaments militars.